# Церковь Святого Вита (Хандшусхайм)
Церковь Святого Вита (нем. St. Vituskirche) — средневековый католический приходской храм в Хандшусхайме (район Хайдельберга, северо-запад Баден-Вюртемберга), Германия. Одна из старейших действующих церквей региона.

## История
Храм впервые упоминается в документах во времена Карла Великого, в 774 году, когда вместе с прилегающим поместьем стал собственностью Лоршского аббатства. Тогда церковь была посвящена Святому Назарию, покровителю Лорша. Этот храм уже был построен из камня — в триумфальной арке восточной стены современного здания сохранились отдельные фрагменты того периода.
Следующая реконструкция, в пре-романском стиле, была проведена в 1053-1057 годах одним из лоршских аббатов. От неё до наших дней дошла часть западной стены южного придела, ранее бывшей капеллой Св. Николая. Около 1200 года здание приняло вид трёхнефного храма. Приблизительно в то время влияние Лоршского аббатства стало падать и с 1232 года церковь перешла архиепископу Майнца, а Святого Назария в качестве патрона сменил Святой Вит.
Ещё одна реконструкция прошла в позднеготическом стиле, из-за значительных повреждений, причиненных храму во время войн курфюрста Пфальца Фридриха Победоносного. В 1483 году была построена галерея близлежащего, основанного в 1470 году и просуществовавшего до XVII века августинского монастыря, монахини которого таким образом получили свой собственный проход в церковь через северный придел. Ажурные своды были обновлены в 1629 году.
По договору между курфюрстом Карлом Людвигом и архиепископом Иоганном Филиппом в 1650 году Хандшусхайм от католического Майнцского архиепископства перешёл к протестантскому Пфальцскому курфюршеству. Храм стал межконфессиональным и более 250 лет служил как католикам, так протестантам. Лишь в 1905 году, после начала строительства в Хандшусхайме новой протестантской церкви Фриденскирхе, храм Святого Вита вновь становится исключительно католическим.

## Описание
В Средние Века Хандшусхаймом владела семья рыцарей-министериалов фон Хандшусхайм, а после пресечения рода в 1600 году из-за гибели его последнего представителя в поединке на рыцарском турнире, эти земли перешли к семье фон Хельмштат. Церковь Святого Вита служила семейным склепом для представителей обеих династий. Как внутри, так и снаружи здания можно увидеть старинные надгробия, некоторые из которых украшены статуями.
Также здесь можно увидеть средневековые фрески, самые ранние из которых относятся к началу XV века.

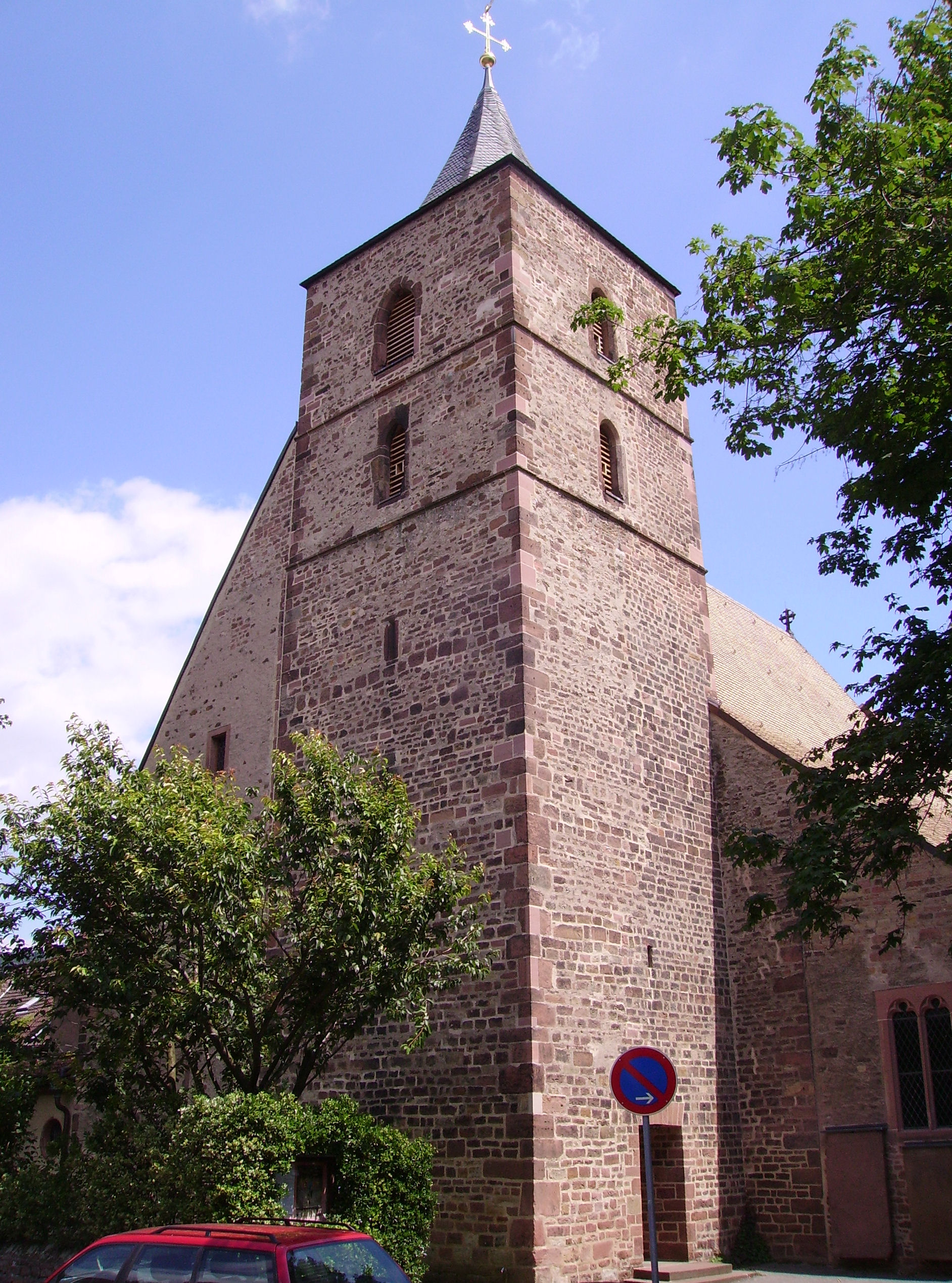
Колокольня
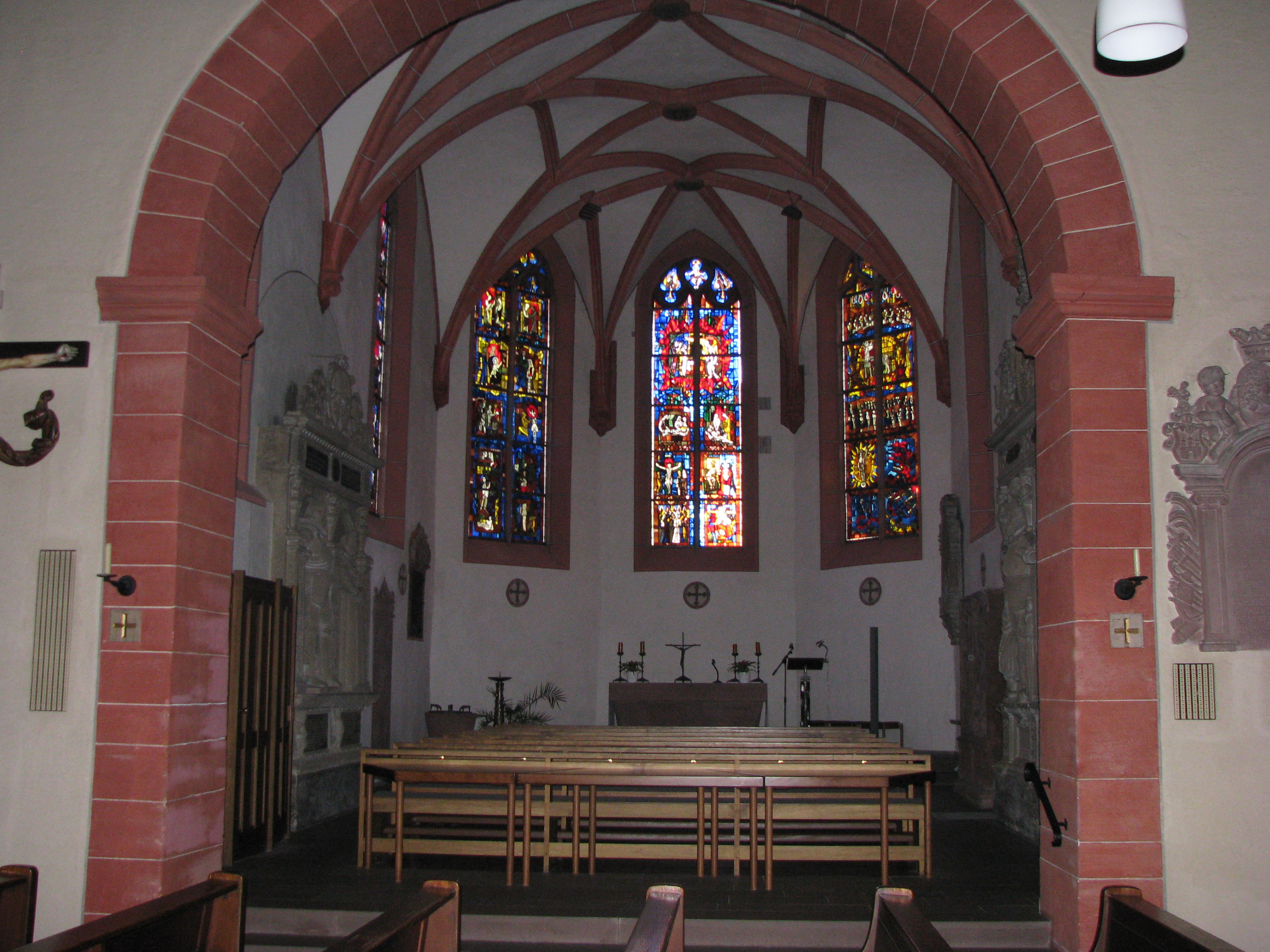
Готические хоры
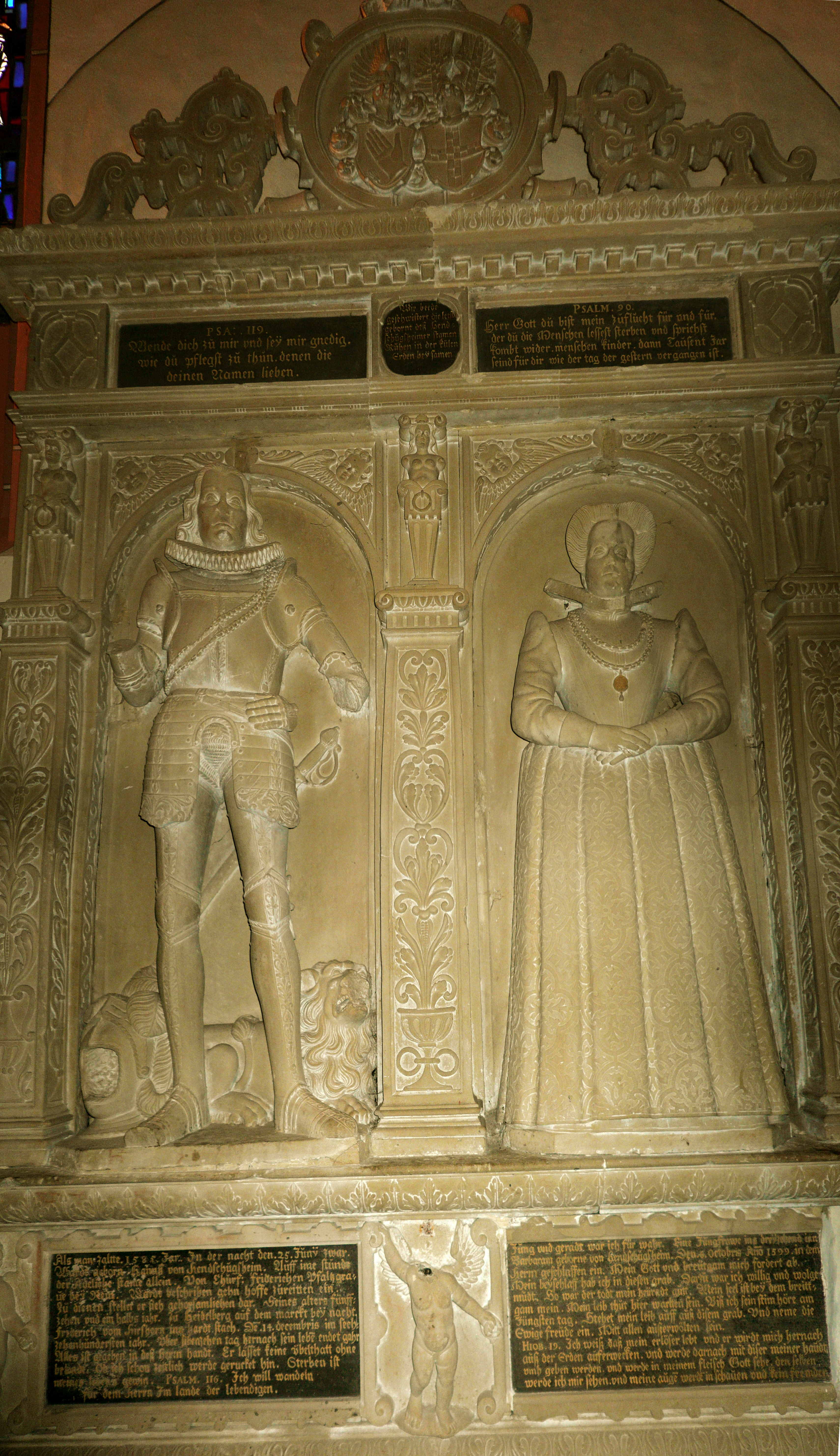
Могила Ханса и Барбары фон Хандшусхайм (ок. 1600)
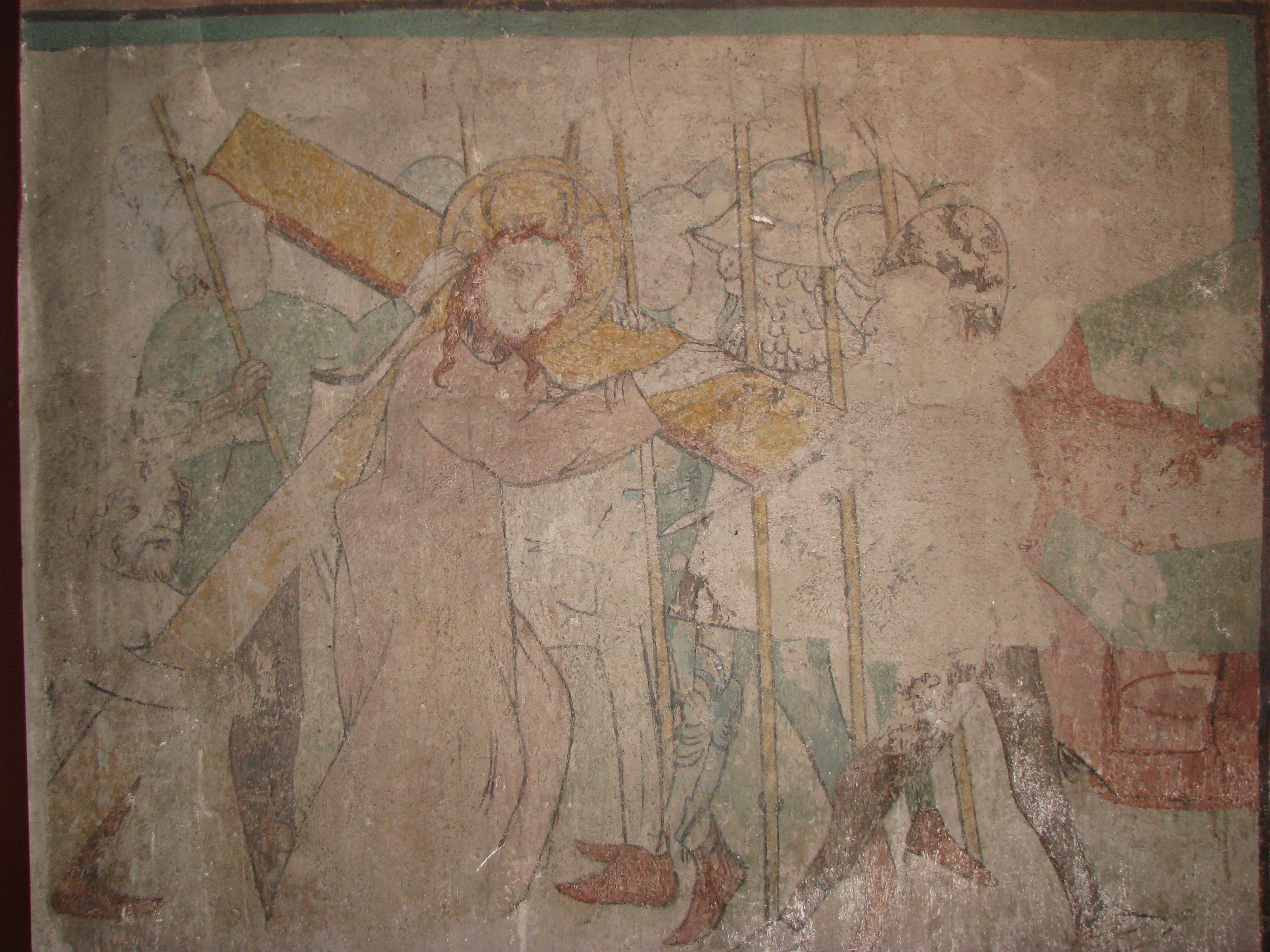
Фреска «Страсти Христовы» (ок. 1400)